# Nactus sphaerodactylodes
Espèce
Nactus sphaerodactylodes est une espèce de geckos de la famille des Gekkonidae.

## Répartition
Cette espèce est  endémique de Papouasie-Nouvelle-Guinée. Elle se rencontre dans les Louisiades et à  Woodlark.

## Publication originale
- Kraus, 2005 : The genus Nactus (Lacertilia: Gekkonidae): a phylogenetic analysis and description of two new species from the Papuan Region. Zootaxa, n. 1061, p. 1-28.